# Pedro Ferrari
Pedro José Ferrari (29 de abril de 1814 - 28 de julio de 1891) fue un hacendado y político argentino perteneciente al Partido Autonomista Nacional. Fue fundador de la ciudad de Brandsen y primer juez de paz del partido homónimo.

## Biografía y vida personal
Pedro José Ferrari nació el 29 de abril de 1814, siendo hijo de Juan Francisco Ferrari y de María Josefa Alonso. Tuvo un hermano menor, Antonino Ferrari, que fue un prominente vecino e intendente del partido de Almirante Brown entre los años 1891 y 1893.
Hacía el año 1858 compró a Juana Tejedor, viuda de Manuel Obligado y madre del entonces gobernador bonaerense Pastor Obligado, una fracción de su campo, ubicada en la actual localidad de Brandsen, dedicándose a su explotación agropecuaria.
Contrajo matrimonio con Rudecinda Vera el 11 de septiembre de 1843 en Buenos Aires, con quién fue padre de 10 hijos. Falleció en Buenos Aires el 28 de julio de 1891, a los 77 años de edad.
Una de las calles principales de Brandsen lleva su nombre y desde el año 1998 existe un monumento alegórico a su figura frente al palacio municipal de dicha localidad. Asimismo, la estación ferroviaria de Brandsen fue denominada como "Estación Ferrari" hasta el año 1917.

## Actuación política y fundación de Brandsen
En 1872 varios vecinos de los campos de la zona de la estación Ferrari suscriben una solicitud, a fin crear un nuevo partido, con tierras que hasta entonces pertenecían al territorio de los partidos de Ensenada y Ranchos, y la envían al gobernador Mariano Acosta. El 21 de octubre de 1875 se aprueba el proyecto, mediante la Ley provincial N.º 994, creando un nuevo partido sobre la base de esa solicitud y la solicitud de los vecinos de Jeppener de 1873.

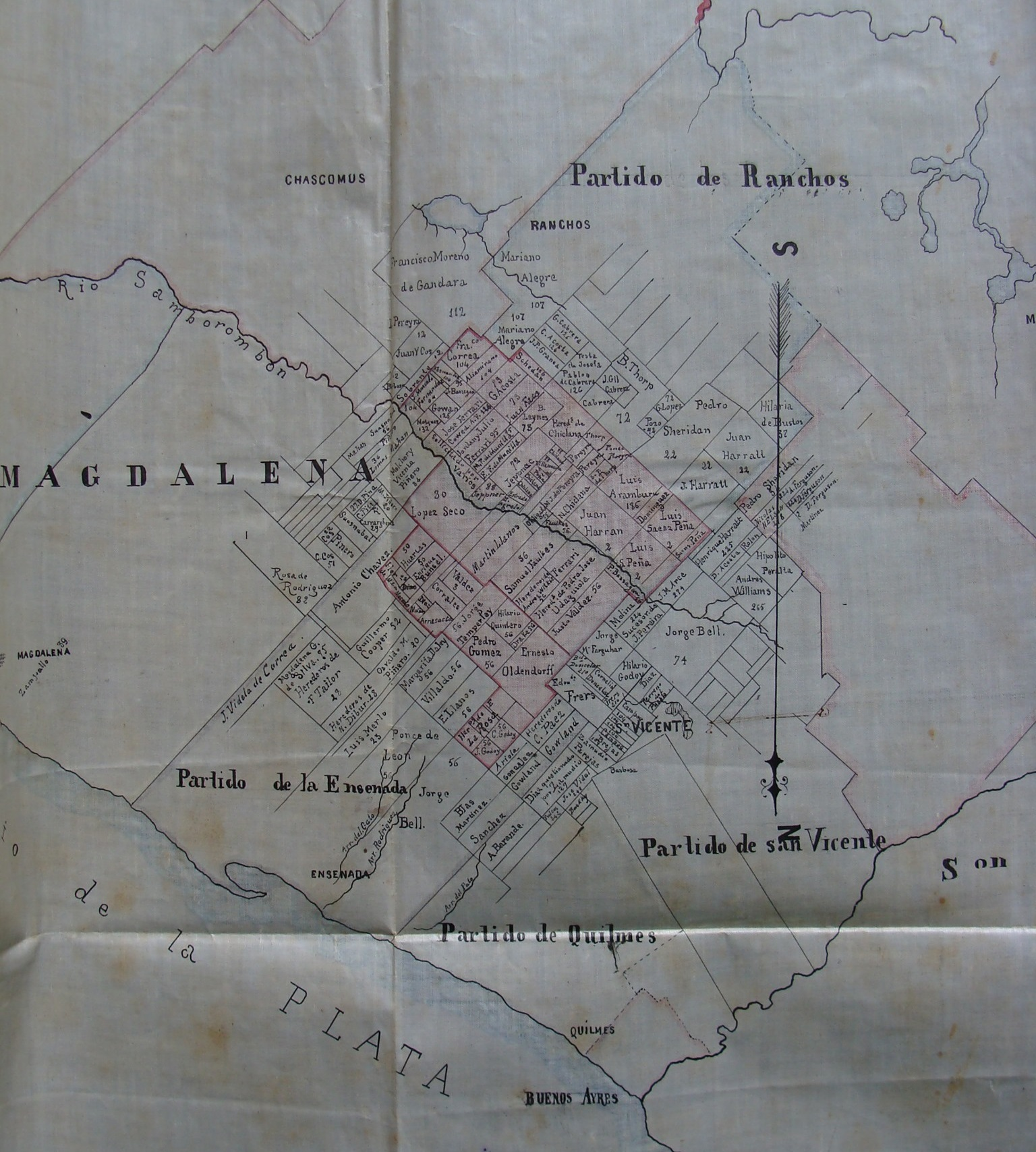
Plano definitivo del proyecto aprobado el 21 de octubre de 1875 para la creación del partido de Brandsen.

El 25 de noviembre se le asignaría al nuevo partido, por decreto del gobernador Carlos Casares, el nombre "Brandzen", una denominación que se había utilizado para un pueblo de Tres Arroyos y que había quedado vacante. El nombre refiere al coronel post mortem Federico de Brandsen. También se nombra a la primera comisión municipal, integrada por los vecinos Luis Aurelio Saénz Peña, hijo del futuro presidente del mismo nombre, Pedro de La Lastra, Francisco López Seco y Pedro Hita, y se designa a Pedro Ferrari como primer presidente de dicha comisión y como juez de paz interino, debido a su experiencia por haberse desempeñado anteriormente como juez de paz y miembro de la comisión municipal de San Vicente. El 30 de noviembre Ferrari, de La Lastra y Luis A. Sáenz Peña, envían las notas al gobierno provincial aceptando los cargos y el 21 de diciembre de ese mismo año comienza a trabajar la naciente comisión, iniciando así el funcionamiento del nuevo municipio. Ese mismo día Ferrari es confirmado como juez de paz, ya no como interino, para el año siguiente, cargo que desempeñara hasta marzo de 1878.

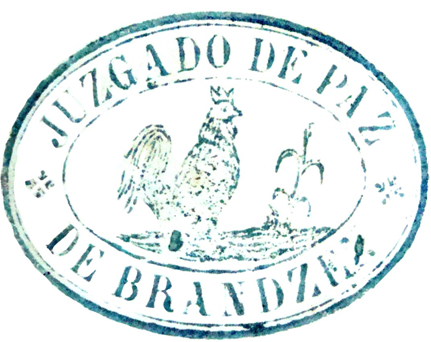
Primer sello del partido de Brandsen, diseñado por la Comisión Municipal durante el gobierno de Pedro Ferrari y utilizado entre los años 1876 y 1895.

### Fundación del "Pueblo Brandzen"
El proyecto inicial para la creación del nuevo partido de Brandsen se había aprobado con grandes modificaciones, siendo su territorio el doble de lo proyectado, incluyéndose dos pueblos, Jeppener y General Bolívar, este último en pleno desarrollo urbanístico y siendo un importante nudo ferroviario. Pero a pesar de eso, el naciente partido carecía de una localidad de cabecera, que sea asiento de las nuevas autoridades. Es por este motivo que Ferrari vio oportuno la organización de un loteo en sus tierras, y encargó al agrimensor Julio C. Serna la confección de un plano para la creación de un pueblo frente a la estación ferroviaria que llevaba de su apellido. 
Dicho plano fue enviado a las autoridades provinciales el 10 de diciembre de 1875, el cual fue rechazado por el Departamento de Ingenieros de la provincia, mediante un informe fechado el 28 de enero de 1876, por no haber señalado en el mismo al arroyo y cañada de Paraguayo Justo (hoy Canal Belgrano), a fin de no denotar la insuficiente calidad del terreno para la fundación de un centro de población, en especial por sus bajos terrenos y sus características hidrográficas.

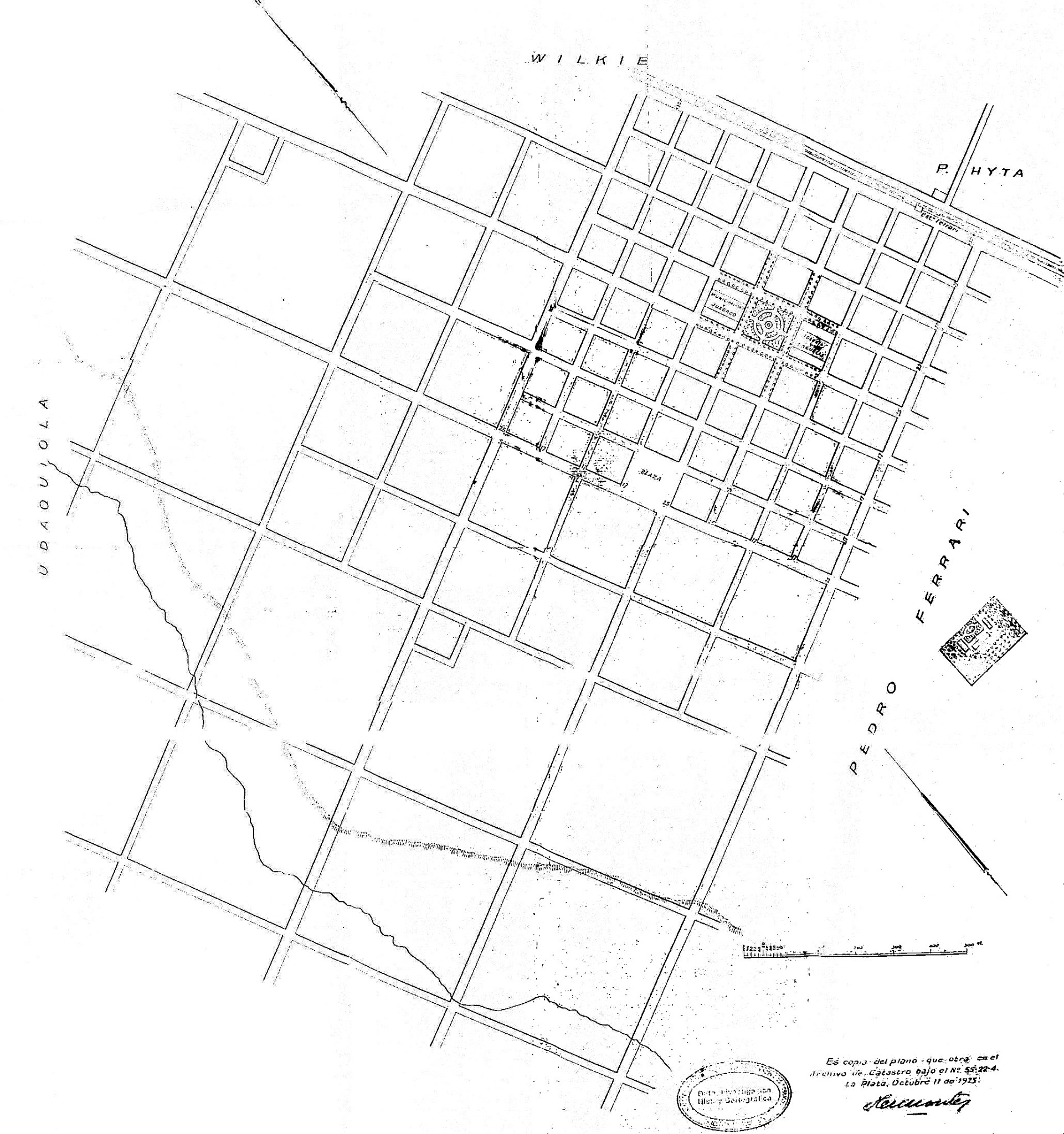
Plano de la localidad de Brandsen a inicios del.

Rechazado este primer proyecto, Ferrari encomendó al afamado agrimensor Germán A. Khur la realización de un nuevo plano, observando las correcciones realizadas por el Departamento de Ingenieros. Este nuevo proyecto contemplaba sesenta y cuatro manzanas de aproximadamente ciento dieciséis varas (unos 97 metros) de lado, dispuestas en damero con líneas de ocho, con dos manzanas destinadas a plazas públicas y amplios bulevares circundando la plaza central, en la manzana sureste de ella un terreno de 50 por 100 metros reservado a escuela y templo y, en frente, uno de las mismas dimensiones reservado para la municipalidad, creando así el centro cívico de la futura ciudad.
El 17 de mayo el Departamento de Ingenieros eleva el informe al gobernador Casares, aconsejando aprobar el plano, y el 22 de junio de 1876, por resolución del poder ejecutivo provincial, es aprobada la traza con el nombre de "Pueblo Brandzen", quedando fundada la nueva localidad destinada a ser asiento de las autoridades municipales.